# 卡萊斯峰

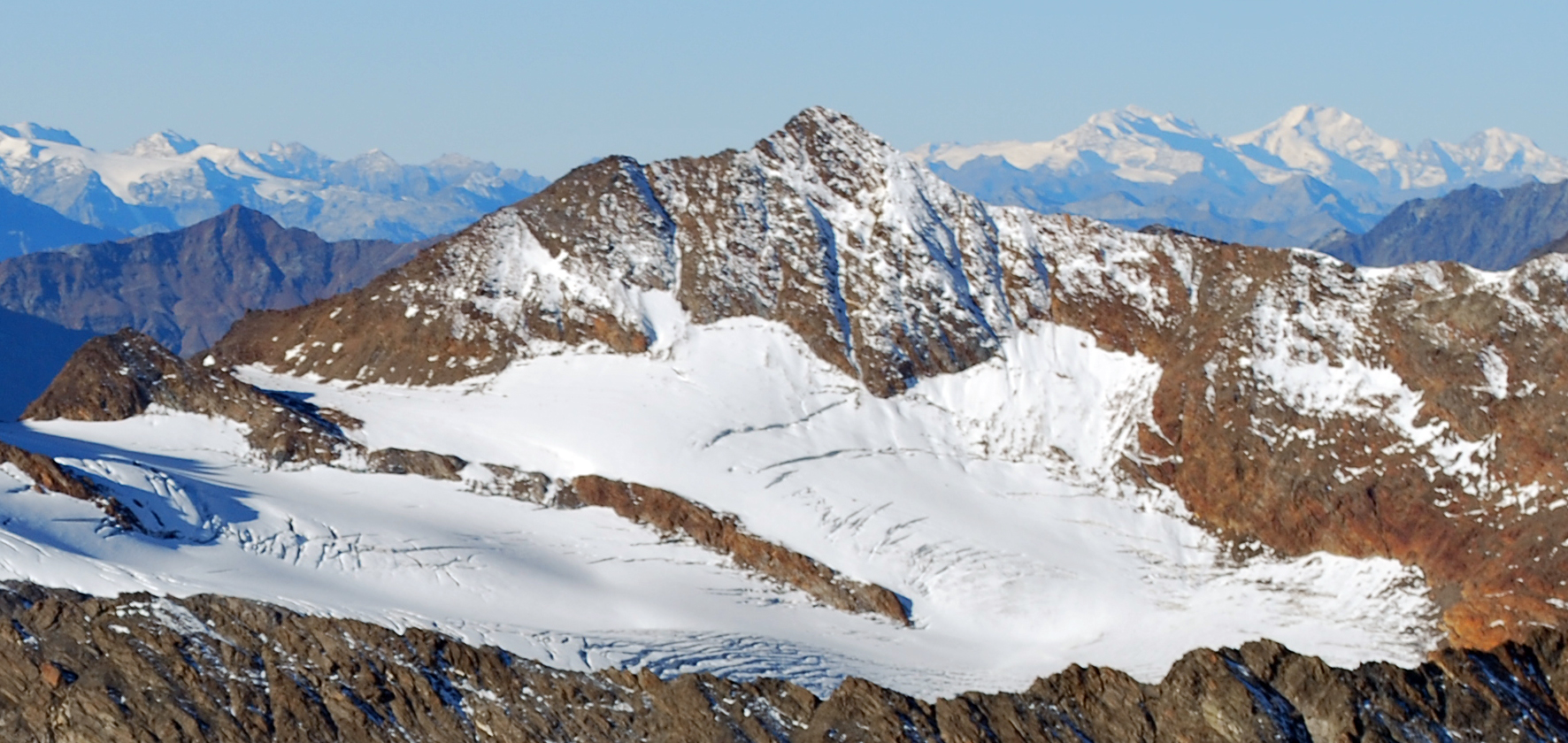

46°46′21″N 10°58′29″E / 46.772494°N 10.974764°E
卡萊斯峰（德語：Karlesspitze），是中歐的山峰，位於奧地利和意大利接壤的邊境，屬於奧茨塔爾阿爾卑斯山脈的一部分，距離沙爾夫科格爾山3.2公里，海拔高度3,462米。